# Нозьер, Виолетта
Виоле́тта Нозье́р (фр. Violette Nozière; 11 января 1915, Нёви-сюр-Луар — 26 ноября 1966, Ле-Пети-Кевийи) — восемнадцатилетняя французская преступница, обвинённая в 1933 году в попытке отравления своих родителей (отец погиб, мать выжила). Её уголовное дело было одним из самых резонансных во Франции 1930-х. Суд приговорил Виолетту Нозьер к смертной казни, заменённой пожизненным заключением, а через 9 лет она была помилована и через 12 (с момента ареста) выпущена на свободу. После этого ещё через 18 лет она была официально реабилитирована, что стало одним из самых исключительных решений в истории французского правосудия.

## Биография до преступления
Виолетта Нозьер родилась 11 января 1915 года и была единственным ребёнком Батиста Нозьера (фр. Baptiste Nozière) и Жермен Жозефины Эзар (фр. Germaine Joséphine Hézard). Батист работал машинистом паровоза и был на работе настолько на хорошем счету, что ему доверяли водить поезд президента. Жермен работала механиком — поскольку тогда была Первая мировая война, то многие женщины заменили на заводах ушедших на фронт мужчин. Батист и Жермен познакомились в июне 1913 года и сочетались браком 17 августа 1914 года, когда Жермен была на четвёртом месяце беременности. После войны семья поселилась в доме № 9 на Рю-Де-Мадагаскар в 12-м округе в двухкомнатной квартире, где и прошло всё детство и юность Виолетты.
В свои школьные годы Виолетта сменила несколько школ (сначала училась в высшей начальной школе девушек Софи Жермен в 4-м округе, затем в лицее Вольтера в 11-м округе, а после — в лицее Фенелона в Латинском Квартале), причиной чего были, по характеристикам от учителей, «плохая успеваемость и плохое поведение», вызванные тем, что она слишком рано начала заводить любовные романы, которые в итоге привели к её систематическим прогулам учёбы. Виолетта Нозьер была типичным гарсонне — французская молодёжь, родившаяся во время войны и, несмотря на тяжёлый послевоенный экономический кризис, не думающая ни о чём, кроме развлечений. Бо́льшую часть свободного времени Виолетта проводила в 5-м округе в пивных или в кинотеатрах. Несмотря на то, что Жермен и Батист были довольно снисходительны к дочери, Виолетта их стыдилась.
После школы Виолетта хоть и продолжала жить с родителями, но попыталась быть в то же время независимой от них и вскоре завела любовника Жана Дабена (фр. Jean Dabin, род. 21 ноября 1912), из-за которого стала остро нуждаться в деньгах, потому что отдавала ему большую часть своего заработка. Деньги Виолетта пыталась добывать разными способами, в частности воровала вещи из дома родителей и в магазинах, позировала обнажённой для эротических журналов и иногда даже занималась уличной проституцией (тайно от родителей).
Проституция, хоть и эпизодическая, в итоге привела к тому, что в апреле 1932 года она заразилась сифилисом. Виолетта скрыла болезнь от родителей и пыталась лечиться тайно от них. В конце концов, из-за ухудшения здоровья в марте 1933 года по совету врача Анри Денрона из больницы Ксавье-Бичат, она решилась сказать о болезни родителям, но при этом, по её просьбе, её врач выписал ей подложную справку, якобы она девственница, что позволило ей соврать родителям, что она заразилась («по наследству») от них (якобы потому, что они больны). Из-за этого, а также из-за воровства, на котором ей случалось попасться и о котором из-за этого стало известно её родителям (в декабре 1932 года она украла в книжном магазине словарь, после чего у неё с родителями произошла крупная ссора, после которой Виолетта попыталась утопиться в Сене, но её вовремя остановила полиция), у Виолетты начались конфликты с ними.

## Преступление
Конфликтная атмосфера в семье и обиды Виолетты на родителей нарастала. Виолетта задумала совершить самоубийство и заодно убить своих родителей. 23 марта 1933 года она сделала попытку отравления: купила упаковку веронала, по другим сведениям — соменала (фр. soménal) и сказала родителям, что якобы для лечения от сифилиса им всем троим нужно принять лекарство, и под видом лекарства дала им этот препарат, который приняла и сама. Но доза яда оказалась недостаточной, и Виолетта, увидев, что родители не умерли (дышат во сне), подожгла занавеску и стала кричать: «Пожар!». Благодаря в том числе вмешательству соседей — четы Мэёль (фр. Mayeul), Батиста удалось привести в чувство, но Жермен была госпитализирована в Больницу Сент-Антуан. Обследование не было тщательным, и плохое медицинское состояние Виолеттиных родителей было списано на отравление дымом.
30 июня 1933 года Виолетта встретила студента юридического факультета Жана Дабена (фр. Jean Dabin, род. 21 ноября 1912 в Кутра, департамент Жиронда), который стал её новым любовником, но на этот раз Виолетта влюбилась. Жан Дабен жил постоянно в долгах и без тени раскаяния принимал деньги от Виолетты, которая на свои деньги, добытые в том числе проституцией, снимала для них двоих номер в гостинице и ежедневно давала ему от 50 до 100 франков.
Тем временем в начале лета 1933 Батист Нозьер делает успехи в работе: ему повышают зарплату. Кроме того, 2 июля 1933 он был назначен главным машинистом поезда президента Франции Альбера Лебрена. Но вскоре он, потеряв равновесие, упал с локомотива. Был госпитализирован в больницу Сальпетриер, откуда выписан домой 17 августа 1933; ему было предписано две недели восстановления, так как он был очень слаб.
Из-за потребности в деньгах у Виолетты вместе с Жаном возник умысел снова отравить родителей (теперь уже только их) с целью завладеть их наследством. 21 августа 1933 года Виолетта предприняла вторую попытку отравления, но теперь она купила не одну, как в прошлый раз, а три упаковки соменала, измельчила их в порошок и разделила на два пакетика. Кроме того, она приготовила третий пакетик с плацебо. В тот же день она дала родителям по пакетику с ядом, а сама — для отвода глаз и усыпления бдительности родителей — выпила пакетик с плацебо. На этот раз попытка отравления была успешной: Батист от яда умер, так как принял весь пакетик целиком, а Жермен выжила, так как выпила только половину содержимого пакетика.

## Арест, следствие и суд
24 августа того же 1933 года Виолетта была арестована, 5 января 1934 года уголовное дело Виолетты передано прокурору, 10 октября 1934 года начался судебный процесс.
Жан Дабен проходил по делу только как свидетель. Вскоре после ареста Виолетты он, оказавшись перед угрозой отчисления из университета, пошёл добровольцем в армию. Уже в военной форме, ожидая отправки в Африку (в Тунис), он допрашивался (как свидетель) на заседании суда по делу Виолетты, где члены суда высказали ему порицания за то, что он брал деньги у Виолетты, и за то, к чему он Виолетту привёл — на скамью подсудимых; и выразили надежду, что на войне[какой?] в Африке он искупит свою вину и что военная служба исправит его.
Психиатры-эксперты, освидетельствовавшие Виолетту на предмет её вменяемости (см. тж. невменяемость), дали заключение, что Виолетта вменяема, не страдает психическими заболеваниями и что сифилис не привёл к нарушениям нервной и психической функций. Однако надёжность заключения их судебно-психиатрической экспертизы вызывала сомнения, так как они только побеседовали с Виолеттой и только полтора часа. Кроме того, в освидетельствовании Виолетты участвовал тот же психиатр-эксперт — доктор Трюэль, который незадолго до этого участвовал в освидетельствовании (опять-таки на предмет психической вменяемости) сестёр-преступниц Папен, дав заключение, что они вменяемы и ответственны за своё преступление, а вскоре (через несколько недель после приговора, в тюрьме) у одной из этих двух сестёр начала сильно проявляться психическая болезнь. Кроме того, Виолеттин адвокат Дэ Везин-Ларю обратил внимание суда, что для второй стадии сифилиса, которая и была у Виолетты, характерны (среднестатистически, среди прочего) нервные и психические нарушения, в т. ч. нарушения адекватности. На основании этих доводов Дэ Везин-Ларю ставил на суде под сомнение надёжность заключения судебно-психиатрической экспертизы Виолетты.
Виолетта на следствии и на суде дала показания, якобы отец насиловал её с 12-летнего возраста (см. инцест, растление). Правда это или нет, выяснить не удалось. Впоследствии — во время отбывания лишения свободы — Виолетта отреклась от этого своего утверждения.
Жермен Нозьер на суде дала показания, что, по её мнению, Виолетта знала о сбережениях своих родителей — 180 000 (ста восьмидесяти тысячах) франков, лежащих на счёте в банке, из чего следует гипотеза, что Виолетта пошла на преступление ради этих денег. Виолеттин адвокат Дэ Везин-Ларю, парируя это, сказал суду, что Жермен обещала дочери приданое в 60 000 (шестьдесят тысяч) франков, если Жан Дабен женится на Виолетте. «Разве этого мало, чтоб обрести счастье с любимым человеком!?» — сказал на суде Дэ Везин-Ларю.
Также Жермен Нозьер на суде заявила, что она убеждена, что у Виолетты был сообщник или сообщники, в чём она уверена на тех основаниях, что, по её мнению:
- Виолетта не смогла бы сама, без посторонней помощи раздобыть яд;
- сомнительно, что у Виолетты хватило бы сил, чтобы поднять её (Жермен Нозьер), лежащую без сознания на полу, и уложить на кровать.

Сообщником Виолетты Жермен Нозьер считала Жана Дабена, о чём и сказала на суде. Однако суд решил считать установленным, что Виолетта действительно проделала всё это одна, в частности, на том основании, что Жан Дабен был в то время далеко от Парижа — в Бретани.

## Приговор и наказание

### Приговор
12 октября 1934 года в 19:00 суд приговорил Виолетту к смертной казни путём гильотинирования. 6 декабря 1934 года была отклонена кассация. Отклонивший кассацию судья в своём мотивированном решении написал, что оснований для отмены приговора нет, но он надеется на милосердие президента. 24 декабря 1934 президент Франции Альбер Лебрен заменил ей смертную казнь пожизненным лишением свободы.
В тот же день начальник Виолеттиной тюрьмы посоветовал ей вести себя в тюрьме хорошо, объяснив ей, что тогда, по закону, в таких случаях через девять лет она сможет подать прошение о помиловании, которое будет удовлетворено: пожизненное заключение ей заменят 10 годами лишения свободы, так что фактически она отсидит лет десять.

### Тюрьма
14 января 1935 года Виолетта в колонне из 14 женщин, прикованных одна к другой, прибыла в тюрьму «Городской госпиталь Агно» города Агно в Эльзасе. Это была суровая тюрьма. В ней действовало правило изоляции. Заключённым запрещалось разговаривать друг с другом, помогать друг другу и многое другое. В тюрьме Виолетта характеризовалась примерным поведением.
27 октября 1937 года умер её любовник Жан Дабен, с 1934 года служивший в Тунисе в колониальных войсках, — скончался от тропической болезни в военном госпитале Валь-де-Грас в Париже. 16 февраля 1940 года умер Виолеттин дедушка по отцовской линии Феликс Нозьер (в возрасте 82 года, в Прадэ), так и не простив внучку.
14 мая 1940 года, в связи с немецким наступлением, Виолетту перевели в Центральную женскую тюрьму Ренна (в городе Ренн, что в Бретани). Виолетта, по причине её известности, удостоилась того, что, в отличие от других заключённых, следовавших тем же этапом, её перевезли на поезде и администрация тюрьмы заказала для неё индивидуальное купе. Во время перевозки её сопровождали два жандарма. В этой тюрьме Виолетта стала работницей швейной мастерской и, как и в предыдущей, характеризовалась примерным поведением, так что администрация тюрьмы не имела к ней нареканий. Здесь её кратко посетила Жермен, которая сообщила дочери, что её адвокат Де Везин-Ларю предпринимает шаги, чтобы Виолетту побыстрее освободили.
Во время Второй мировой войны тюрьма Ренна была известна тем, что там содержалось множество жертв немецкого оккупационного режима. В начале 1944 года там вспыхнуло восстание, закончившееся поражением и тем, что большая часть восставших (ок. 250 чел., в основном коммунисты и антифашисты) были отправлены в концлагерь Равенсбрюк. Виолетта в восстании не участвовала (чему во много поспособствовало то, что в 1941 году начальство тюрьмы стало держать политических заключённых отдельно от обычных), поэтому депортации избежала.
22 августа 1942 года Виолетта поступает на службу клерком бухгалтерии тюрьмы и получает подготовку бухгалтера. С этим новым статусом она получает право передвигаться по тюрьме без присмотра. 24 февраля 1944 ей было отказано в условно-досрочном освобождении. 7 января 1945 года в Виолеттину тюрьму прибывает новый клерк бухгалтерии — Евгений Гарнье. Это был хороший и человечный человек. К тому времени он уже почти год как вдовец; живёт со своими пятью детьми. Одного из старших зовут Пьер (Пьер Гарнье, род. 19 февраля 1919). Виолетта быстро становится, по сути, членом этой семьи, и у неё возникает чувство привязанности к Пьеру, который испытывает те же чувства к ней.

### Освобождение
Через 9 лет заключения — в 1942 году — Виолетта подала прошение о помиловании. Тогдашний правитель оккупированной Германией Франции маршал Петен подписал её прошение о помиловании, своим указом от 6 августа 1942 года заменив ей пожизненное заключение сроком в 12 лет лишения свободы, который завершился в 1945 году и 29 августа 1945 года Виолетта вышла на свободу.
15 ноября того же года президент Франции генерал де Голль своим указом отменил запрет Виолетте в течение 20 лет покидать территорию Франции, разрешив ей жить где угодно.
Таким образом, процесс Виолетты Нозьер удостоился того, что к нему приложили руку три правителя страны (Франции), что делает этот процесс уникальным.

## Дальнейшая жизнь
После освобождения Виолетта переехала в Париж, где поселилась по адресу 115-бульвар Журдан в 14-м округе и жила там под именем своей матери. Виолетта устроилась работать секретарём-бухгалтером в христианской студенческой федерации. 16 декабря 1946 года она вышла замуж за Пьера Гарнье (ради неё он 5 февраля 1946 года развёлся со своей первой женой Жанной), в то время как его отец Евгений женился на Жермен Нозьер (став, таким образом, отчимом Виолетты). С Пьером Виолетта познакомилась во время своей отсидки, когда стала вхожей в семью Гарнье. В браке с Пьером Виолетта родила с 1947 по 1959 годы пятерых детей — одну дочь и четырёх сыновей. Детям она никогда не говорила о своём прошлом.
В июле 1960 года Пьер попал в автомобильную аварию — из-за отсутствия дорожного знака о повороте он на своём автомобиле слетел с дороги в кювет. После многочисленных госпитализаций и, наконец, успешной операции в Париже он внезапно впал в кому и 30 июня 1961 года в три часа утра умер от внутреннего кровотечения в возрасте 42 лет.
За время жизни после освобождения Виолетта приобрела репутацию добропорядочной женщины, добропорядочной жительницы этого города, полностью морально реабилитировав себя в глазах местного населения. Моральная реабилитация вызвала реабилитацию юридическую — 13 марта 1963 года Апелляционный суд Руана, благодаря также и стараниям её адвоката — всё того же Дэ Везин-Ларю — вынес решение о юридической реабилитации Виолетты. Судьи, вынесшие это решение, не смогли ясно объяснить, по каким причинам они его вынесли. В частности суд решил считать, что Виолетта к моменту преступления не могла руководить своей волей, так как подпала под сильное влияние Жана Дабена.
Однако к тому времени Виолетта была больна саркомой («раком костей»), от которой она умерла 26 ноября 1966 года в 02:30 утра в своём доме.
Мать Виолетты Жермен умерла 5 сентября 1968 года в возрасте 80 лет.

## В искусстве
О Виолетте Нозьер написано немало стихов, прозаических и музыкальных произведений, поставлено радиопостановок, нарисовано комиксов, снято фильмов.
В частности:
- В бытность Виолетты обвиняемой [подследственной или подсудимой? ] французский поэт Поль Элюар написал[когда?]

[4] стихи о ней на тему заявленного ею инцеста её отца с нею:

Виолетта пыталась распутать 

И распутала 

Ужасный змеиный клубок 

Кровных связей.

- Фильм «Виолетта Нозьер» (1978 года) режиссёра Клода Шаброля.